# 1-es trolibusz (Dębica)
A dębicai 1-es jelzésű trolibusz a Straszęcin Baza transportowa és a Dębica között közlekedett. A viszonylatot az Igloopol üzemeltette. 1988. november 12-én indultak meg a trolibuszok a vonalon. A trolibuszjárat 1990. októberében megszüntetésre került.

## Útvonala
| Útvonala |
| --- |
| Straszęcin Baza transportowa – 1-go Maja – Fabryczna – Słoneczna – Szkolna – Piłsudskiego – 35-lecia PRL – Straszęcin Baza transportowa |

## Megállóhelyek
| 1 (Straszęcin Baza transportowa – Dębica) |            |
| Megállóhely                               | Település  |
| Straszęcin Baza                           | Straszęcin |
| Cegielnia                                 | Dębica     |
| Igloobud                                  | Dębica     |
| Zakłady mięsne                            | Dębica     |
| Przedszkole                               | Dębica     |
| Stadion                                   | Dębica     |
| Brzegowa                                  | Dębica     |
| XXXV-lecia PRL                            | Dębica     |
| Zakłady metalowe Igloopol                 | Dębica     |
| Straszęcin Baza                           | Straszęcin |

## Járművek
| Kép | Típus        | Gyártó | Közlekedett |
| --- | ------------ | ------ | ----------- |
|     | Jelcz PR110E | Jelcz  | 1988 – 1990 |